# Ameropterus muelleri
Ameropterus muelleri är en insektsart som först beskrevs av Herman Willem van der Weele 1909.
Ameropterus muelleri ingår i släktet Ameropterus och familjen fjärilsländor. Inga underarter finns listade i Catalogue of Life.